# Propallene kempi
Propallene kempi is een zeespin uit de familie Callipallenidae. De soort behoort tot het geslacht Propallene. Propallene kempi werd in 1923 voor het eerst wetenschappelijk beschreven door Calman. 